# Conducto arterioso
El ductus arteriosus o conducto arterioso de Botalli es un vaso sanguíneo que comunica la parte inferior del arco de la aorta con la arteria pulmonar. Se encuentra presente en el ser humano durante la etapa fetal y un breve período después del nacimiento; en pocos días tras el parto este conducto se oblitera y se convierte finalmente en el ligamento arterioso.

## Función
Su función es desviar la sangre que procede del ventrículo derecho hacia la aorta y disminuir de esta forma la presión en la circulación pulmonar que podría tener efectos perjudiciales sobre los pulmones inmaduros en el período fetal.

## Conducto arterioso persistente
La persistencia del conducto arterioso después del nacimiento provoca la mezcla entre la sangre oxigenada que transita por la circulación sistémica y la no oxigenada de la circulación pulmonar, está mezcla  dificulta el funcionamiento del sistema cardiovascular y hace que la sangre que llega a los tejidos lleve menor cantidad de oxígeno.